# Schilddrüsenszintigraphie

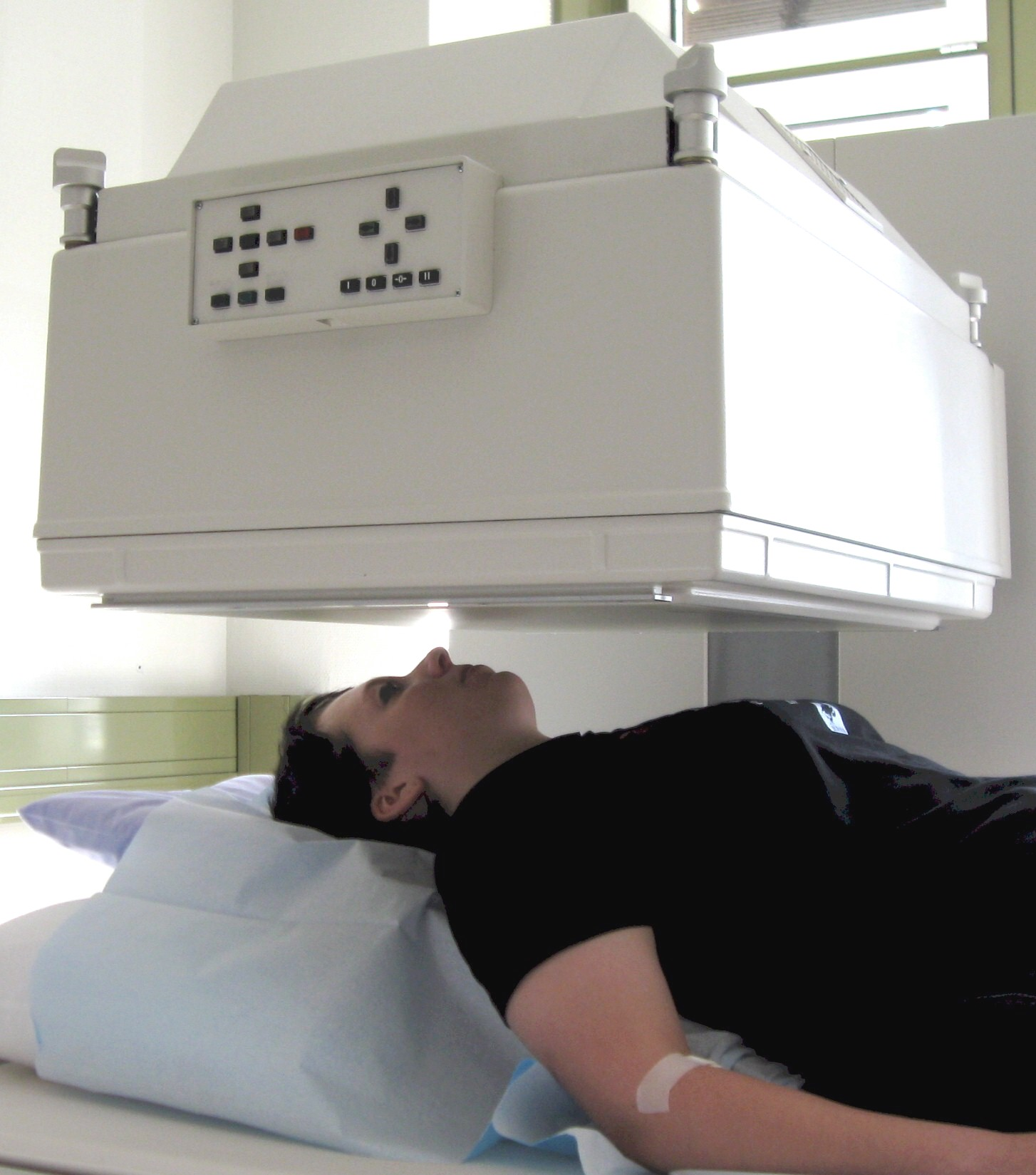
Patient unter Gammakamera (Schilddrüsen-Szintigraphie).

Die Schilddrüsenszintigraphie ist eine nuklearmedizinische Methode, die zur funktionsmorphologischen Untersuchung der Schilddrüse angewendet wird. Sie eignet sich vor allem zur Unterscheidung kalter und heißer Knoten sowie zur Beurteilung der Morphologie bzw. Gewebestruktur.

## Prinzip

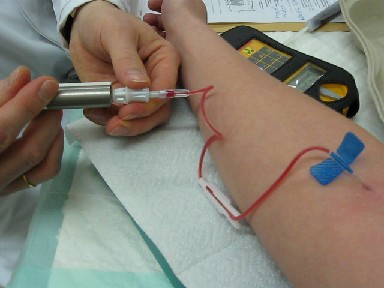
Injektion von ^{99m}Tc. Die Spritze mit dem Radionuklid ist von einer Abschirmung umgeben.

Die Follikelzellen der Schilddrüse benötigen Jod für die Synthese der jodhaltigen Schilddrüsenhormone. Dies macht man sich bei der Schilddrüsenszintigraphie zu Nutze. Man benutzt bestimmte Radionuklide, die in ihren chemischen Eigenschaften mit dem stabilen Jod identisch sind oder ihm ähneln.
Das Radionuklid wird dem Patienten in eine Vene injiziert und reichert sich nach etwa 10 bis 20 Minuten in der Schilddrüse an.
Die von den inkorporierten Radionukliden ausgesandte {\displaystyle \gamma }-Strahlung wird von einer speziellen Kamera (Gammakamera) aufgezeichnet, so dass die Schilddrüse dargestellt und die Schilddrüsenfunktion beurteilt werden kann. Bei einer Schilddrüsenautonomie reichert sich in autonomen Schilddrüsenzellen beispielsweise mehr Radionuklid an, als in den „normalen“ Follikelzellen. Darüber hinaus lässt sich mit mehreren Aufnahmen in zeitlichen Abständen die biologische Halbwertszeit des Jodabbaus messen und daraus Schlussfolgerungen für eine gegebenenfalls abnorm verstärkte oder verminderte Aktivität der Schilddrüse ziehen.

## Radiopharmaka
Bei der Schilddrüsenszintigraphie werden Radionuklide, sogenannte Radiopharmaka verwendet. Als Radiopharmakon kommt routinemäßig vor allem Natrium-99mTechnetium-Pertechnetat (Na99mTcO4) zur Anwendung. Bei besonderen Fragestellungen wird auch 123Jod (123I) verwendet, im Rahmen eines Radiojodtestes auch 131Jod.
Bei 99mTc handelt es sich um einen reinen Gammastrahler mit relativ geringer effektiver Halbwertzeit (HWZ). Im Vergleich dazu ist 131I auch ein Betastrahler, außerdem ist die Halbwertszeit länger als bei 99mTc. 123I reagiert durch Elektroneneinfang (EC) und ist wie 99mTc ein Gammastrahler, ist jedoch teurer und besitzt eine doppelt so lange HWZ wie 99mTc.
Aufgrund der geringeren Strahlenbelastung für den Patienten und geringeren Kosten kommt heute bei der Schilddrüsenszintigraphie bevorzugt 99mTc zur Anwendung. Die Anwendung von 123I bleibt speziellen Fragestellungen vorbehalten, zum Beispiel bei der Frage nach dystopem Schilddrüsengewebe oder selten auch beim Radiojodtest.

## Indikationen

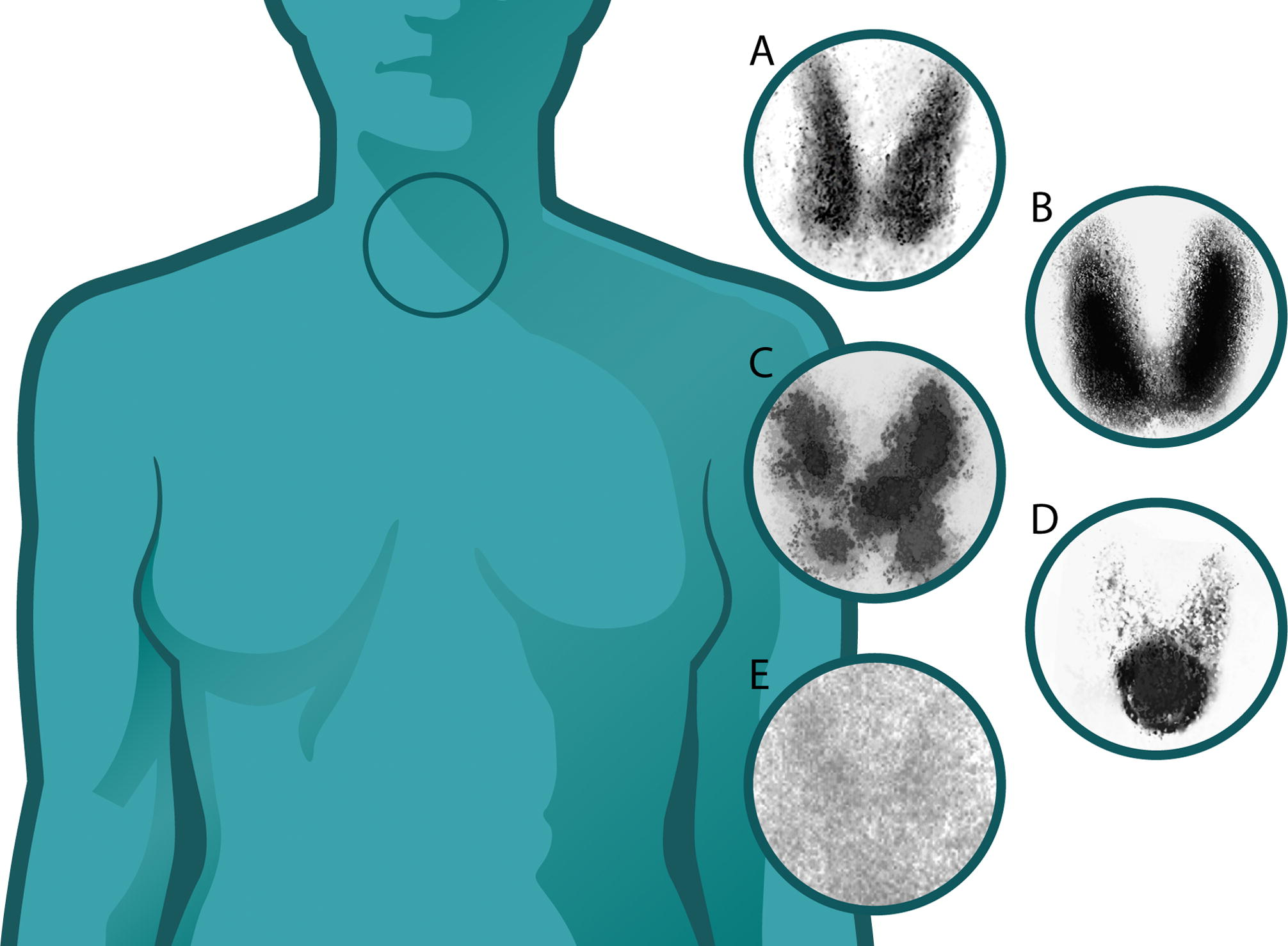
Schilddrüsenszintigraphie mit ^{99}Tc:
A: normale Schilddrüse B: Morbus Basedow C: autonomes Adenom D: toxisches Adenom E: Thyroiditis

Einer Schilddrüsenszintigraphie geht in der Regel eine Tastuntersuchung (Palpation) der Schilddrüse, eine labormedizinische Untersuchung von Schilddrüsenparametern sowie eine Ultraschalluntersuchung (Sonographie) voraus. Besteht aufgrund dieser Untersuchungen der Verdacht auf funktionelle Veränderungen der Schilddrüse, insbesondere auf eine funktionelle Schilddrüsenautonomie oder ein Schilddrüsenkarzinom, kann eine Schilddrüsenszintigraphie zur weiteren Abklärung angezeigt sein.
Mit der 99mTc-Szintigraphie lassen sich Aussagen über die funktionelle Bedeutung morphologischer Veränderungen treffen sowie eine quantitative Bewertung der Funktionsveränderungen vornehmen. Außerdem sind, wie beim Ultraschall, Aussagen über Lage und Größe möglich. Man kann damit in erster Linie kalte, warme und heiße Knoten sowie eine diffuse Mehrspeicherung nachweisen.

## Interpretation
Mit der ROI-Technik kann computergesteuert der sog. globale und regionale 99mTc-Uptake, d. h. die in die Follikelepithelzellen aufgenommene Menge des Radionuklids, ermittelt werden.
Für eine adäquate Interpretation eines Schilddrüsenszintigramms ist die Kenntnis der aktuellen Schilddrüsenparameter (Schilddrüsenhormone) erforderlich.

## Bildergalerie

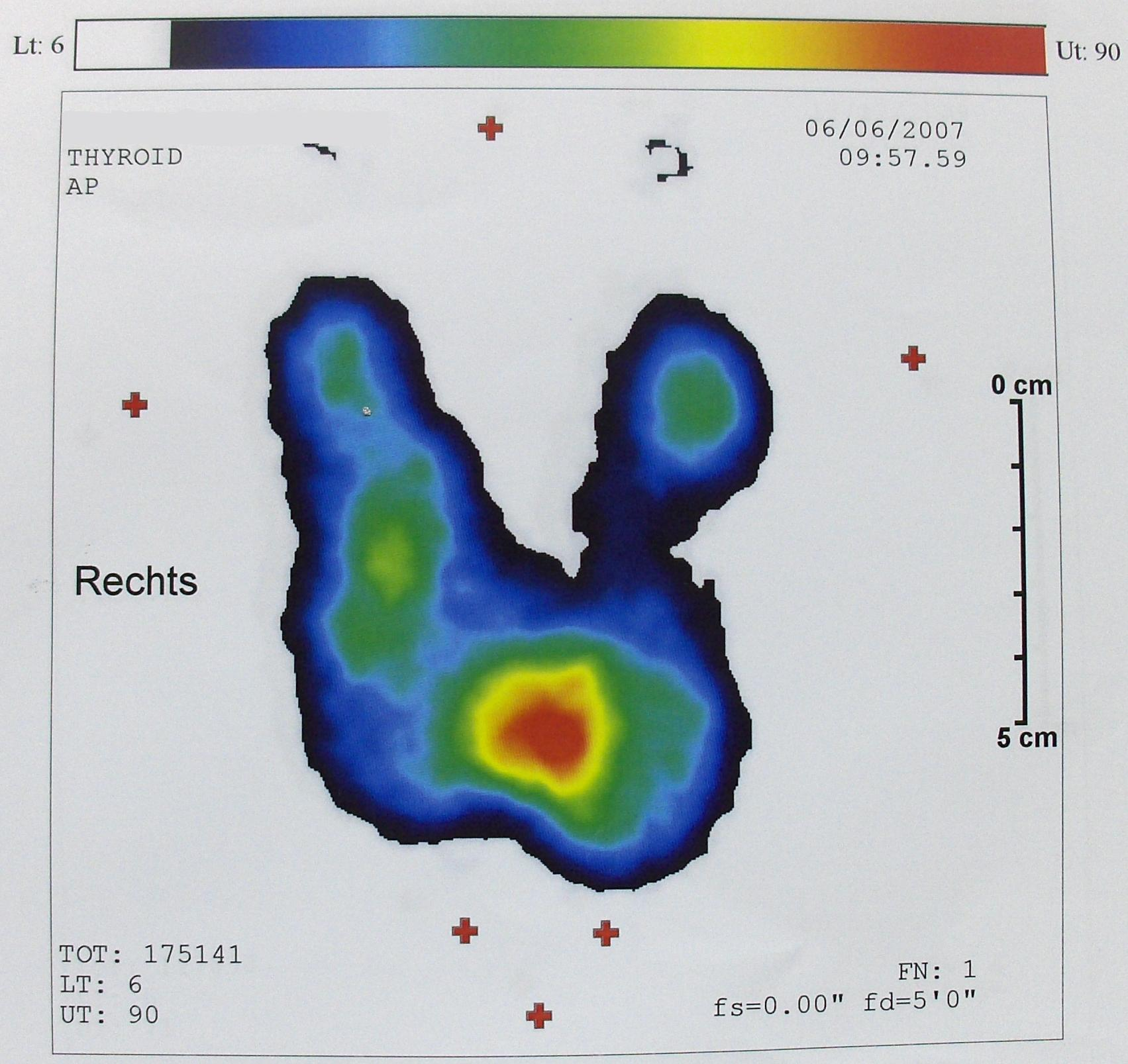
Schilddrüsenszintigramm bei einer Struma mit vier unterschiedlich großen Autonomen Adenomen
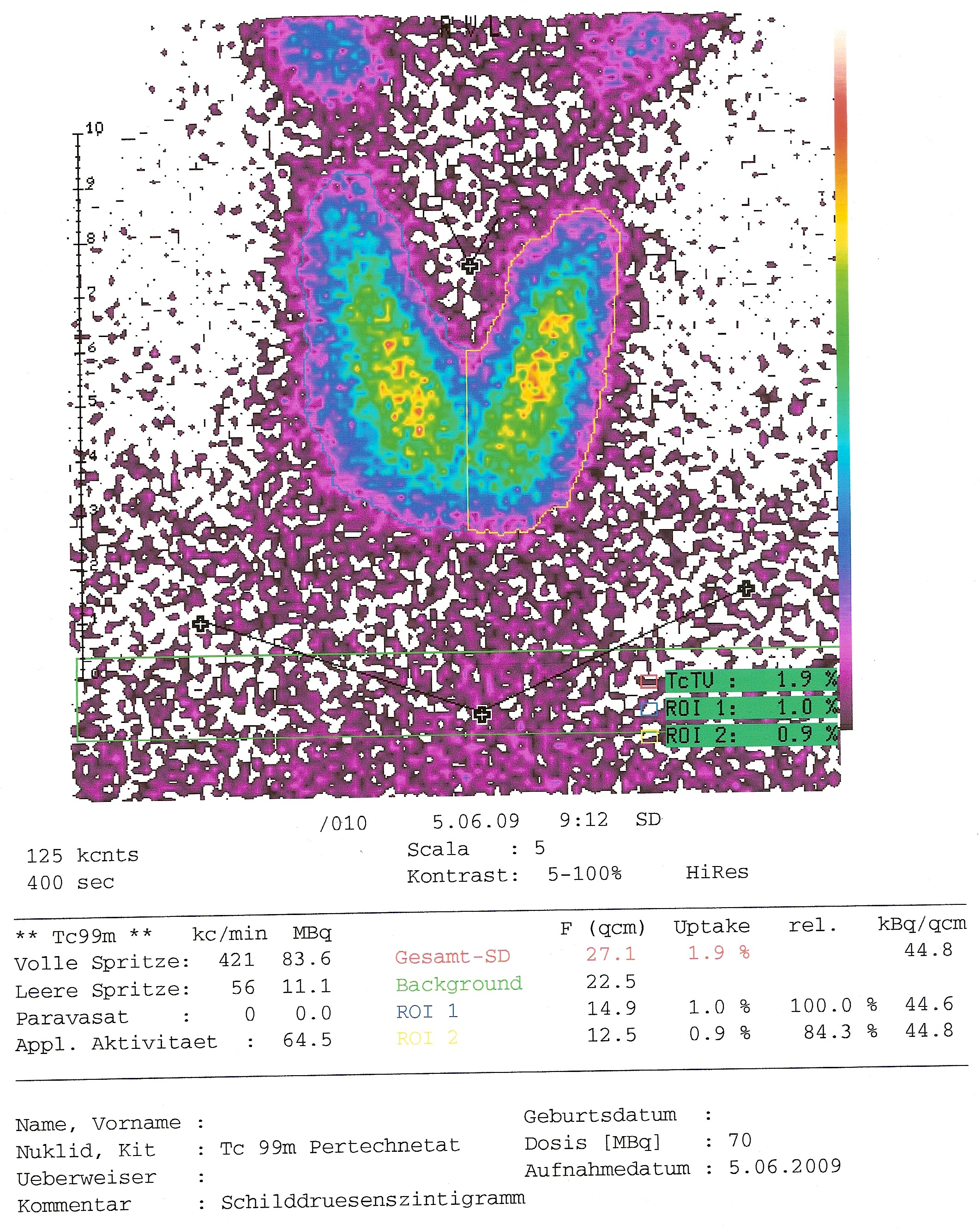
Szintigraphie einer Schilddrüse mit Uptake und Größe im oberen Normbereich. Oberhalb der SD sind die Unterkieferspeicheldrüsen zu erkennen.
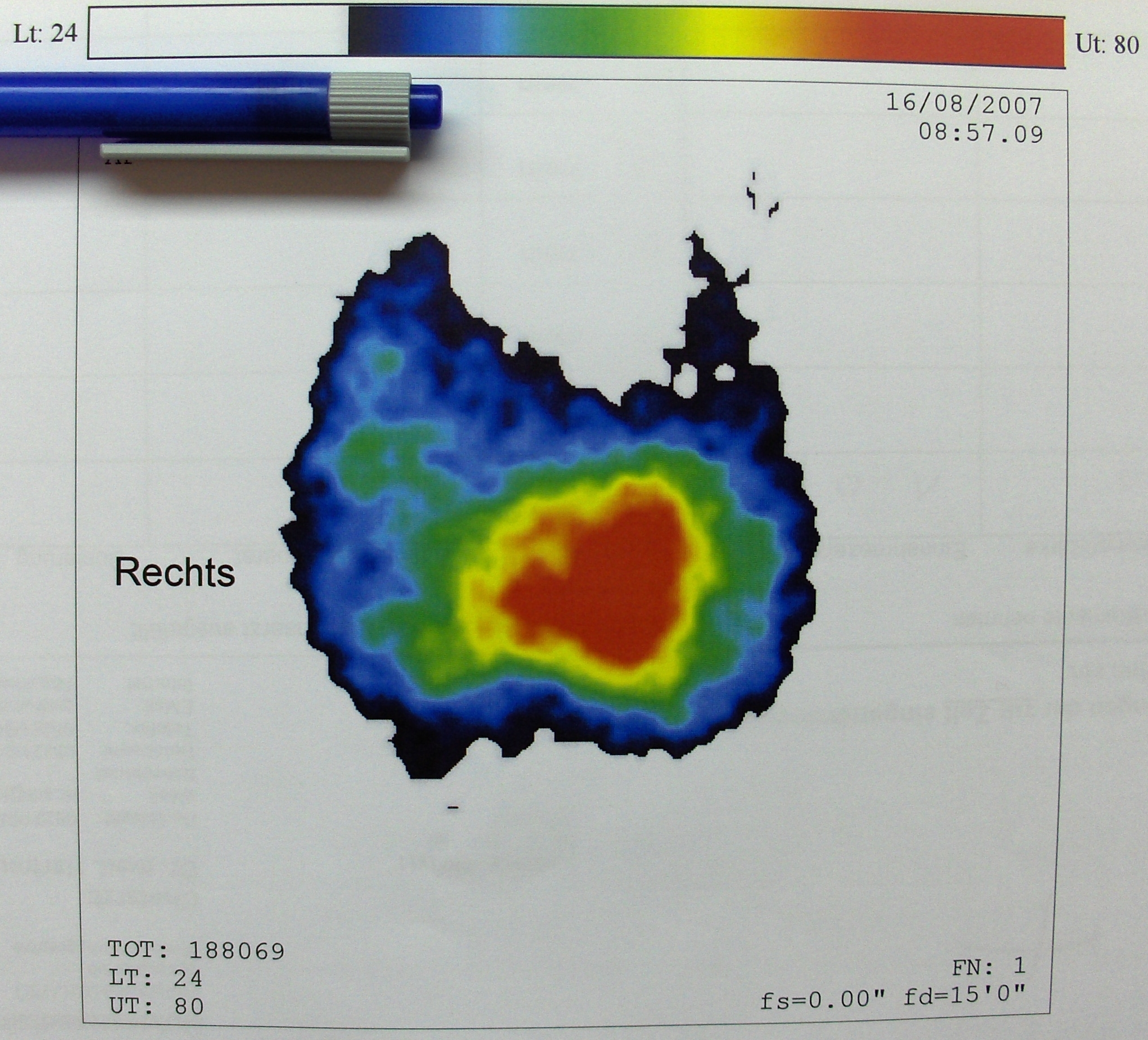
Szintigramm der Schilddrüse mit 131Jod zur Vorbereitung einer Radiojodtherapie. Die Aufnahme mit einem Pinhole-Kollimator ist nicht maßstabsgerecht.
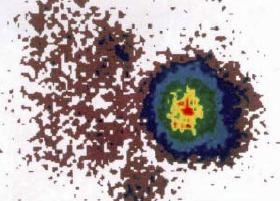
Szintigrafie eines autonomen Adenoms
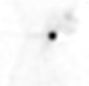
Dystope Struma am Zungengrund. Szintigrafie mit 123Jod, Ansicht von lateral (seitlich).